# Viloxazin
Viloxazin ist ein Selektiver Noradrenalin-Wiederaufnahmehemmer (NARI). Es wurde vom Pharmakonzern AstraZeneca entwickelt und 1976 als Vivalan auf den Markt gebracht zur Behandlung von Depressionen. Off-Label fand es auch Anwendung bei Enuresis und Narkolepsie. Im Juli 2006 wurde Vivalan vom Markt genommen. Seit April 2021 ist die Substanz als Qelbree (Supernus Pharmaceuticals) in den USA zugelassen zur Behandlung der Aufmerksamkeitsdefizit-/Hyperaktivitätsstörung (ADHS) bei Kindern im Alter von 6 bis 17 Jahren, sowie bei Erwachsenen ab 18 Jahren.
Das Morpholinderivat Viloxazin ähnelt von der chemischen Struktur her Betablockern, zählt aber zu den Antidepressiva. Das Racemat besteht aus dem (S)-(−)- und dem (R)-(+)-Enantiomer, wobei das (S)-(−)-Enantiomer eine fünfmal stärkere pharmakologische Wirkung hat.